# Katharina Tiwald
Katharina Tiwald (* 1979 in Wiener Neustadt) ist eine österreichische Lyrikerin, Dramatikerin und Erzählerin.

## Leben und Wirken
Tiwald studierte Sprachwissenschaft und Slawistik an der Universität Wien, der Staatlichen Universität Sankt Petersburg und an der University of Glasgow. Sie nimmt einen Lehrauftrag für Slawistik an der Wiener Universität wahr.
Als freie Schriftstellerin veröffentlichte Tiwald zahlreiche erzählende und lyrische Arbeiten. Sie schrieb Stücke für die Bühne, bei deren Aufführungen sie teilweise selbst als Schauspielerin mitwirkte. So spielte sie 2007 in ihrem Bühnenwerk Messe für Eine im Offenen Haus Oberwart und 2009 im KosmosTheater in Wien sowie beim am Festival „Theaterland Steiermark“.
Die Standard schrieb über Messe für Eine: „Katharina Tiwald fordert die moralische Instanz Katholische Kirche heraus und fragt in dem Stück nach der Bedeutung von Schuld und Sühne, Leid und Erlösung - ohne jedoch den Herrschaftsdiskurs mit- und vorzubeten.“
Die beiden Stücke körperlicht&schlüsselpein und der tod&das mädchen wurden anlässlich des Egon-Schiele-Fests 2011 in St. Pölten aufgeführt. Im Dezember desselben Jahres wurde Tiwalds Bühnenwerk Das Cosima Panorama uraufgeführt.
Katharina Tiwald ist Trägerin mehrerer Literaturpreise. 2007 erhielt sie den BEWAG-Literaturpreis, 2009 einen Förderpreis der Theodor-Kery-Stiftung und 2009/2010 das Staatsstipendium für Literatur. Ihre Arbeit an dem Roman Weiße wurde 2010 und 2011 durch das Hans-Weigel-Stipendium des Landes Niederösterreich unterstützt.
Katharina Tiwald lebt und arbeitet in Wien und im südlichen Burgenland. Sie steht auch dem burgenländischen Zweig der Schriftstellervereinigung P.E.N. vor.

## Werke
- Schnitte, Portraits, Fremde. Oberwart: edition lex liszt 12 2005, ISBN 3-901757-46-5.
- Die erzählte Stadt. Unbekanntes Sankt Petersburg. München: Herbig 2006, ISBN 3-7766-2479-5.
- Alpha Theta. Kitsch und Hirnblumen. Oberwart: edition lex liszt 12 2007, ISBN 978-3-901757-59-4.
- Messe für Eine. Oberwart: edition lex liszt 12 2009, ISBN 978-3-901757-89-1.
- Die Wahrheit ist ein Heer. Roman. Wien, Graz und Klagenfurt: Styria Premium 2012, ISBN 978-3-222-13365-7.
- KeinFunkenLand, gemeinsam mit March Höld und Reinhold F. Stumpf. Oberwart: edition lex liszt 12 2014, ISBN 978-3-99016-076-3.
- Behaust. Menschen unter Dach im Burgenland. (als Hrsg.). Marz: Edition Marlit 2016, ISBN 978-3-902931-07-8.
- Marinas letzte Briefe. Poem für Zwetajewa. Oberwart: edition lex liszt 12 2019, ISBN 978-3-99016-162-3.
- Macbeth Melania. Roman. Wien: Milena 2020, ISBN 978-3-903184-48-0.
- Mit Elfriede durch die Hölle. Roman. Wien: Milena 2021, ISBN 978-3-903184-76-3.